# No. 6 Flying Training School RAF
Ecole de pilotage n°6 (RAF)
Le No. 6 Flying Training School RAF ou 6 FTS  est une école de pilotage de la Royal Air Force, au sein du No. 22 Group RAF (en), dispensant une formation aux escadrons aériens universitaires (University Air Squadron (en)) ainsi qu'aux Air Experience Flight (en) (AEF), une unité dont le but principal est de donner une expérience de vol d'initiation aux cadets de l'Air Training Corps (ATC) et de la Combined Cadet Force. 
L'école a été créée en 1920, dissoute et reformée plusieurs fois, et réside au RAF Cranwell.

## Historique

### Actuellement
Le 7 septembre 2015, le 6 FTS est reformé, pour commander et gérer les escadrons aériens universitaires et leurs vols d'expérience aérienne associés situés à travers le Royaume-Uni. Ce rôle a été transféré du No. 3 Flying Training School RAF. L'Elementary Flying Training (EFT) de la Royal Air Force et les autres services mis à niveau vers le Grob Prefect T1 en 2017, tandis que les escadrons aériens universitaires et les vols d'expérience aérienne resteront sur le Grob Tutor T1.
- No. 115 Squadron RAF (en) - Grob Tutor T1
- 13 escadrons universitaires de l'Air Experience Flight (en) de la Royal Air Force Air Cadets